# Кобец, Андрей
Андрей Кобец (рум. Andrei Cobeț; род. 3 января 1997, Тирасполь) — молдавский футболист, полузащитник клуба «Милсами». Выступал в национальной сборной Молдовы.

## Карьера

### «Шериф»
Воспитанник футбольной академии тираспольского «Шерифа». В сентябре 2015 года футболист впервые попал в заявку основной команды клуба, однако на поле так и не вышел. Затем футболист продолжал в дальнейшем выступать на юношеском и молодёжном уровнях. В июне 2018 года футболист присоединился к основной команде тираспольского клуба. Дебютировал за клуб футболист 16 июня 2018 года в матче против клуба «Сфынтул Георге», выйдя на замену на 59 минуте. Дебютным забитым голом за клуб футболист отличился 1 июля 2018 года в матче против клуба «Заря». По итогу сезона футболист вместе с клубом стал победителем чемпионата. На протяжении сезона футболист выступал за клуб преимущественно в роли игрока замены, отличившись 2 забитыми голами. По окончании сезона футболист покинул тираспольский клуб.

### «Динамо-Авто»
В феврале 2019 года футболист отправился на просмотр в «Динамо-Авто». В марте 2019 года футболист официально присоединился к клубу, подписав контракт до конца сезона. Дебютировал за клуб футболист 3 апреля 2019 года в матче против «Шерифа», выйдя на замену на 79 минуте. Дебютным забитым голом за клуб футболист отличился 16 июня 2019 года в матче против «Милсами». По итогу сезона футболист вместе с клубом завершили чемпионат на итоговом четвёртом месте. на протяжении сезона футболист выступал за клуб в роли одного из основных игроков, отличившись 2 забитыми голами. В феврале 2020 года футболист продлил контракт с клубом ещё на сезон. Однако новый сезон футболист начинал уже в роли игрока замены, хоть и регулярно появлялся на поле. В сентябре 2020 года футболист покинул клуб.

### «Флорешты»
В сентябре 2020 года футболист находился в расположении молдавского клуба «Флорешты», вместе с которым вскоре подписал контракт. Дебютировал за клуб футболист 13 сентября 2020 года в матче против клуба «Милсами», выйдя на поле в стартовом составе. Дебютным забитым голом за клуб футболист отличился 23 февраля 2021 года в матче против клуба «Дачия-Буюкань». Своим первым забитым дублем за клуб футболист отличился 28 февраля 2021 года в матче против клуба «Сперанцы». Очередным забитым дублем за клуб футболист отличился 15 апреля 2021 года в матче против «Динамо-Авто». Затем футболист отличался забитыми дублями ещё в матчах против клубов «Кодру» и «Сперанца». По итогу сезона футболист вместе с клубом завершил чемпионат на итоговом седьмом месте. На протяжении сезона футболист выступал за клуб в роли одного из ключевых игроков, став лучшим бомбардиром клуба с 11 забитыми голами.
В июне 2021 года футболист начинал подготовку к новому сезону с основной командой молдавского клуба. Первый матч в новом сезоне футболист сыграл 1 июля 2021 года против клуба «Петрокуб», выйдя на поле в стартовом составе. Первым в сезоне забитым голом за клуб футболист отличился 31 июля 2021 года в матче против тираспольского «Шерифа». Однако на протяжении первой половины сезона футболист вместе с клубом не смог одержать ни одной победы в чемпионате, лишь в матче Кубка Молдовы одержали победу. В декабре 2021 года футболист покинул молдавский клуб, расторгнув контракт по соглашению сторон. На протяжении сезона футболист выступал за клуб в роли одного из основных игроков, отличившись 6 забитыми голами и 3 результативными передачами во всех турнирах.

### «Славия-Мозырь»
В январе 2022 года футболист отправился на просмотр в белорусскую «Славию». В конце января 2022 года футболист официально на правах свободного агента присоединился к мозырскому клубу, подписав контракт до конца сезона. Дебютировал за клуб футболист 20 марта 2022 года матче против борисовского БАТЭ, выйдя на поле в стартовом составе. Своим дебютным забитым голом за клуб футболист отличился 3 апреля 2022 года в матче против «Гомеля». По итогу сезона футболист вместе с клубом завершил чемпионат на итоговом десятом месте. На протяжении сезона футболист выступал за мозырский клуб в роли одного из основных игроков, отличившись 5 забитыми голами и результативной передачей. Также футболист был признан лучшим нападающий мозырского клуба.
В декабре 2022 года футболист продлил контракт с клубом ещё на сезон. Новый сезон футболист начал 5 марта 2023 года с четвертьфинального матча Кубка Беларуси против «Слуцка», выйдя на поле в стартовом составе. Первый матч в чемпионате  футболист сыграл 17 марта 2023 года против столичного «Минска», выйдя на замену на 43 минуте. Своим первым забитым голом в сезоне футболист отличился 9 апреля 2023 года в матче против брестского «Динамо». В полуфинальных матчах Кубка Беларуси футболист вместе с клубом уступили жодинскому «Торпедо-БелАЗ», завершив своё выступление на турнире. По итогу сезона футболист вместе с клубом завершил чемпионат на итоговом седьмом месте. На проятжении сезона футболист был ключевым игроком мозырского клуба, отличившись 4 забитыми голами и 5 результативными передачами во всех турнирах. В декабре 2023 года футболист покинул клуб.

### «Торпедо-БелАЗ»
В декабре 2023 года появилась информация, что футболист может продолжить карьеру в жодинском «Торпедо-БелАЗ». Также сообщалось, что футболист отказал в переходе казахстанскому «Кайсару». В январе 2024 года футболист официально присоединился к жодинскому «Торпедо-БелАЗ». Дебютировал за клуб футболист 2 марта 2024 года с победы за Суперкубок Беларуси, где в серии пенальти победили минское «Динамо». Первый матч в чемпионате футболист сыграл 17 марта 2024 года против дзержинского «Арсенала», выйдя на замену на 60 минуте. Своим дебютным забитым голом за клуб футболист отличился 27 апреля 2024 года в матче против «Сморгони». В июле 2024 года футболист вместе с клубом отправился на квалификационные матчи Лиги конференций УЕФА, где по сумме матчей уступили молдавскому клубу «Милсами». По итогу сезона футболист вместе с клубом завершил чемпионат на итоговом одиннадцатом месте. На протяжении сезона футболист выступал за клуб в роли игрока замены, отличившись забитым голом и результативной передачей. В декабре 2024 года футболист покинул клуб.

### «Славия-Мозырь»
В феврале 2025 года футболист на правах свободного агента вернулся в мозырскую «Славию», подписав контракт до конца сезона. Первый матч в сезоне футболист сыграл 14 марта 2025 года против «Ислочи», выйдя на замену на 73 минуте. В июле 2025 года покинул мозырский клуб, расторгнув контракт по соглашению сторон. За первую половину сезона выступал за клуб преимущественно в роли игрока замены, результативными действиями не отличившись.

### «Милсами»
В июле 2025 года на правах свободного агента присоединился к молдавскому клубу «Милсами». В июле 2025 года вместе с клубом отправился на квалификационные матчи Лиги конференций УЕФА. Первый матч в рамках еврокубкового турнира сыграл 23 июля 2025 года против черногорского «Будучноста», выйдя на замену на 76 минуте. Первый матч в чемпионате сыграл 27 июля 2025 года против селеметского «Спартания», выйдя на поле в стартовом составе, также отличившись своим дебютным забитым голом.

## Международная карьера
Выступал в юношеский сборных Молдовы 17, 18, и 19 лет. В мае 2022 года был вызван в национальную сборную Молдовы. Дебютировал в Лиге наций УЕФА 10 июля 2022 года против Латвии.

## Достижения
«Шериф»
- Чемпион Молдовы: 2018

Торпедо-БелАЗ
- Обладатель Суперкубка Беларуси: 2024